# Гилибинці
Гилиби́нці (болг. Гълъбинци) — село в Ямбольській області Болгарії. Входить до складу общини Тунджа.

## Населення
За даними перепису населення 2011 року у селі проживали 364 особи.
Національний склад населення села:
| Національність   | Кількість осіб | Відсоток |
| ---------------- | -------------- | -------- |
| болгари          | 352            | 98,3%    |
| цигани           | 4              | 1,1%     |
| турки            | 0              | 0%       |
| інша             | 2              | 0,6%     |
| не визначились   | 0              | 0%       |
| Всього відповіли | 358            |          |

Розподіл населення за віком у 2011 році:
Динаміка населення: